# Réti G. Péter
Réti G. Péter (Budapest, 1943 –) orvos, író.

## Családja
A család egyik ága Erdélyből származik. Felmenői között 1848-as honvéd, és az első világháborúban kitüntetett altiszt is található. Déd- nagybátyja, Ujhely Géza, Kolozsváron újságíró, majd Budapesten  "A vasútügy története" című enciklopédikus munka szerzője (1910), Kossuth Ferenc munkatársa volt, részt vett Kossuth Lajos iratainak kiadásában  Dédapja, Faragó Zsigmond, újságíró, szerkesztő, a Nagyváradi Kataszteri Közlöny (indult 1892-ben), első szerkesztője. Nagyanyja, Ujhely Gizella, disszertációját "Kossuth a magyar művelődéstörténelemben" címmel írta, fontos munkája "A magyar főrendi társadalom a mohácsi vésztől Bocskay első támadásáig". Nagyapja, Réti M. Márton gépészmérnök, a meleg víz fűtésekről írott könyvei révén nevezetes.1939-ben a Török Kormány megbízásából tervezte és irányította az épülő  Ankarai Parlament épületgépészeti munkálatait. Több Budapesti középület központi fűtését is Ő tervezte  Apja, dr.Réti Pál professzor, kandidátus, a fémek roncsolásmentes vizsgálatának hazai meghonosítója, Európa-hírű szakember.

## Életpályája
Az orvosi egyetem elvégzése után röntgen szakorvos lett. Negyven éven át, nyugdíjazásáig tartó munkássága során főként a reumatológiai megbetegedések okozta ízületi elváltozások röntgen és ultrahang vizsgálatával foglalkozott. E tárgyakból ötven szakcikket és hat szakkönyvet írt.
Mindemellett jelentős szépirodalmi munkásságot fejtett ki, negyven drámát, egy regényt, két elbeszéléskötetet, egy mesekönyvet, verskötetet és egy történelmi tanulmány kötetet jelentetett meg, utóbbiban Dózsáról, Lucullusról és Lepidusról írt, valamint egy visszatekintést az 50-60-as évekről. Drámái közül legjelentősebbek a történészi kutatómunka alapján készült magyar történelmi drámái (I. Béla, III. András, Erzsébet királyné, János király, i. Apafi Mihály életével foglalkozó színművek), valamint két nagy életrajzi színdarabja, melyek Petőfi és Columbus életéről szólnak. Írt komédiát, szatírát, társadalmi drámákat, filozófiai ihletésű darabot: Hamlet persziflázst. Legutolsó drámája a mai napig is aktuális ügynökkérdéssel foglalkozik. Több, az Ókorban játszódó színművet írt. Szatirikus regénye, az "Elátkozott Garnizon", az ötvenes évek görbe tükre, mely részben napjainkról is szól. Publicisztikai írásaiban aktuális problémákkal, visszásságokkal foglalkozik. Könyvei az Országos Széchényi Könyvtár honlapján is megtekinthetőek.

## Művei

### Orvosi tárgyú művei
- A kéz röntgenvizsgálata ISBN 963-9275-29-8
- A reumás kéz röntgenvizsgálata; magánkiadás, Bp., 2004 ISBN 963 460 0921
- Reumás izületek ultrahang vizsgálata; Réti G. P., Bp., 2005 ISBN 963-460-762-4
- Fülöp József: A csípőizület reumás megbetegedéseinek röntgendiagnosztikája; szerk., szöveggond., kieg. Réti G. Péter; magánkiadás, Bp., 2006 ISBN 963-460-960-0
- A reumás váll képalkotó diagnosztikája ISBN 978-963-06-1892-2
- A kéz radiológiája ISBN 978-3854387329
- A kéz röntgenvizsgálatának alapvonalai; szerzői, Bp., 2015 ISBN 978-963-12-2203-6

### Szépirodalmi művei
- Három király; magánkiadás, Bp., 1999
- Sződd a selymet, elvtárs!; magánkiadás, Bp., 2000
- Osztyapenkó lépést vált; szerzői, Bp., 2001
- A tél dere. Columbus; magánkiadás, Bp., 2000
- A sas tollai. Három dráma; magánkiadás, Bp., 2003
- Fölszállott a páva; magánkiadás, Bp., 2004
- Jupiter álarca; magánkiadás, Bp., 2000
- Tékozló lakoma. Történelmi drámák 1-2.; Réti G. P., Bp., 2005 (Életműsorozat)
- Fogd, ahol éred. Három dráma; Réti G. P., Bp., 2006 (Életműsorozat)
- Kilenc történet (elbeszélések és publicisztika)
- Bölcsek bölcsessége/Lukács evangéliuma (két dráma)
- Három elbeszélés
- Gutta cavat lapidem. Tíz dráma; Réti G. P., Bp., 2006 (Életműsorozat)
- Egy ügynök halála/ Agamemnon (két dráma)
- Az utolsó kísértet. Elbeszélések; Hungarovox, Bp., 2010
- Elátkozott Garnizon. Regény; 2. átdolg. kiad.; Hungarovox, Bp., 2010
- A kód neve: szerelem. Mesék felnőtteknek; Hungarovox, Bp., 2011
- Történelmi drámák; Novum Pocket, Sopron, 2011
- Marcsa és a Manók (mesék, elbeszélések, esszék)
- Versformák; Réti G. P., Bp., 2014
- Akácos út. Drámák; szerzői, Bp., 2013
- Lenin Lengyelországban. Négy dráma; szerzői, Bp., 2013
- Történelmi tanulmányok; Réti G. P., Bp., 2014
- A bűn méze (drámák, versek)

Egy recenzense így jellemzi munkáit: "A kortárs magyar irodalom eredeti alakja, született őstehetség. A klasszikus formanyelvre építve keres új utakat. Miliőt teremtő drámái a realizmushoz kapcsolják írásművészetét, fanyar humora mögött a tiszta humanizmus vágya húzódik meg. Műveit a történelem ihleti, a történelem örök emberi mozgatórugóit keresi."[forrás?]